# Maniewicze (Białoruś)
Maniewicze (biał. Манявічы, Maniawiczy; ros. Маневичи, Maniewiczi) – wieś na Białorusi, w obwodzie brzeskim, w rejonie bereskim, w sielsowiecie Piaski, przy drodze republikańskiej R136.
Od zachodu graniczy z Białoozierskiem i z Elektrownią Bereską.

## Historia
W XIX i w początkach XX w. położone były w Rosji, w guberni grodzieńskiej, w powiecie słonimskim, w gminie Piaski.
W dwudziestoleciu międzywojennym leżały w Polsce, w województwie poleskim, w powiecie kosowskim/iwacewickim, w gminie Piaski. W 1921 miejscowość liczyła 128 mieszkańców, zamieszkałych w 35 budynkach, wyłącznie Polaków. 122 mieszkańców było wyznania prawosławnego i 6 mojżeszowego.
Po II wojnie światowej w granicach Związku Sowieckiego. Od 1991 w niepodległej Białorusi.